# Nataša Antoniazzo
Nataša pl. Antoniazzo (Pula), hrvatska operna pjevačica, mezzosopran.

## Biografija
Studij pjevanja završila na Muzičkoj akademiji u Zagrebu. Za vrijeme studija nastupa u Opernom studiju zagrebačkoga HNK u ulozi Clarine iz opere Bračna mjenica G. Rossinija, dobiva 3. nagradu na Nacionalnom glazbenom natjecanju u Hrvatskoj, nagradu publike glazbenog natjecanja Hrvatskog radija Radio podij te Rektorovu nagradu Sveučilišta u Zagrebu. 
Nakon studija dobiva stipendiju grada Salzburga i odlazi u Salzburg na internacionalnu glazbenu ljetnu akademiju u klasu renomirane operne pjevačice Grace Bumbry i prof. Jonathana Morrisa. Nastavlja usavršavanje kod prof. Jonathana Morrisa i proslavljene hrvatske mezzosopranistice Ruže Pospiš Baldani u Zagrebu. Prvi internacionalni profesionalni operni debut ostvaruje 2000. godine na velikoj pozornici (Arena) Ljetnog opernog festivala u Avenchesu (Švicarska) ulogom Sacerdotesse iz opere Aida Giuseppea Verdia, zatim slijede koncerti od kojih bi bilo vrijedno istaknuti alt solo iz Petite Messe Solennelle G. Rossinija uz Radijski orkestar i zbor iz Lausanne te alt solo iz Vesper op. 37 Sergeja Rahmanjinova uz Humboldt Universität Chor iz Berlina kojom ostvaruje turneju po Njemačkoj. Godine 2002. debitira u Berlinu na Muzejskom ljetu (Open-Air) ulogom Ursule iz opere Beatrice i Benedict H. Berlioza. Od modernih skladbi ističe se u djelu Povratak u budućnost U. Greba izvedenom u Stadtshteather Moers.
Osim opernih i oratorijskih nastupa, redovito priredjuje solističke koncerte na koncertnim i kazališnim pozornicama Njemačke i Hrvatske. Od sezone 2006/07. vraća se u Hrvatsku i nastupa u HNK u Zagrebu, kao Mere Jeanne u operi Razgovori Karmelićanki Francisa Poulenca u njezinom prvom uprizorenju na hrvatskoj sceni pod ravnanjem Michaela Helmratha i u režiji Krešimira Dolenčića. Predstava je nagrađena Nagradom hrvatskog glumišta kao najbolja predstava u kazališnoj sezoni 2006/07. u Hrvatskoj. 
Redovito snima i nastupa za razne radio stanice kao npr. Rundfunk Berlin - kulturni program, Radio Lausanne - Švicarska i za HRT Zagreb, kao npr. u emisiji prvog programa HTV-a »Dobro jutro Hrvatska«, zatim »Od portreta do portreta« Prvog programa Hrvatskog radija Zagreb - Branka Magdića, »Nedjeljom u Operi« urednice Marije Barbieri, »Putevi hrvatske glazbe« Ive Lovrec i drugo.
Od 2006. godine članica je Hrvatskog društva glazbenih umjetnika u Zagrebu. Zajedno s klarinetistom Radovanom Cavallinom i pijanisticom Miom Elezović osniva Trio Elcaan. Skladba Dalibora Bukvića Lux aeterna u izvedbi Nataše Antoniazzo koristi se u filmu Sorrow L.Resnik – Cyclofilm New York, koji se trenutačno prikazuje na nekoliko filmskih festivala u svijetu.
U sezoni 2007/08/09. nastupa kao solist u HNK u Zagrebu u predstavama Triptih G. Puccinija i Razgovori Karmelićanki Francisa Poulenca, te solističkim koncertima predstavlja djela hrvatskih skladatelja Europi s prvim koncertom u Frankfurtu, zatim u Berlinu, Madridu ( 28.11. 2008) i (24.06. 2009) te Barceloni. 
Antoniazzo redovito održava solističke koncerte, nastupa kao alt solo u raznim oratorijima, te i kao komorni glazbenik u koncertnim dvoranama i na raznim glazbenim festivalima u Hrvatskoj; Francuskoj; Njemačkoj; Švicarskoj; Švedskoj; Italiji i Španjolskoj. Takodjer spada pod umjetnike Ministarstva vanjskih poslova RH, te predstavlja hrvatske skladatelje širom svijeta. 
Suradjuje i s Hrvatskom Filharmonijom, Qudolibet ansamblom, član je „Hrvatskog Sakralnog Tria“ u sastavu Jasna Šumak-Picek-orgulje, Klasja Modrušan-sopran .Zatim je član Dua „ Gitaramezzo“ u suradnji s Tvrtkom Sarićem na gitari. Duo „ Gitaramezzo“ osnovan je 2016. godine, te je ostvario niz zapaženih nastupa na komornim glazbenim festivalima u RH uz odlične kritike od Pulske Arene do KD Vatroslav Lisinski u Zagrebu.
Antoniazzo snima komornu glazbu za Hrvatsku radio televiziju uz pijanisticu Miu Elezović, te Ljudmilu Šumarovu, a 2011. godine snimila  je zvučne zapise skladbi F.Kuhača za Hrvatsku akademiju znanosti i umjetnosti HAZU u suradnji s pijanisticom Ljudmilom Šumarovom.
 2013.godine izašao je njezin prvi solistički nosač zvuka pod nazivom „ Barokna glazba sjeverne Hrvatske“ uz suradnju orguljaša Višeslava Jaklina, u izdanju renomirane izdavačke kuće „ Cantus“ Hrvatskog društva skladatelja uz potporu Ministarstva kulture RH i Grada Zagreba, odjela za kulturu! 
Nataša Antoniazzo djeluje kao samostalni umjetnik, te je član HDGU ( Hrvatskog društva glazbenih umjetnika) i HZSU ( Hrvatska zajednica samostalnih umjetnika) u Zagrebu, i umjetnik je Koncertne direkcije Zagreb, a od 2013.godine pozvana je kao gost predavač u Austriju na ljetnu glazbenu akademiju Sveučilišta za glazbu i scensku umjetnost u Beču. 
od 2015.godine predaje glazbeno scenski izraz na „ Fakultetu za film i scensku umjetnost „ na odjelu za glumu u sklopu medjunarodnog sveučilišta „ Libertas“ u Zagrebu. Krajem 2016. godine uz pijanisticu Miju Elezović izlazi na svjetsku diskografsku scenu s CD om " Mignon" kojeg je izdala njemačka diskografska kuća " Bella-Musica edition, Antes edition", a distribuira ga jedna od najvećih svjetskih diskografskih kuća Naxos. Time je jedina hrvatska mezzosopranistica kojoj je njemačka  diskografska kuća izdala CD s njemačkim solopopijevkama, te koji je ostvario svjetsku distribuciju.
Prvi put u povijesti Hrvatska umjetnička solopopijevka je albumom " Das Kroatische Kunstlied" izašla na svjetsku diskografsku scenu ozbiljne glazbe - svjetska distribucija je ostvarena 18.siječnja 2019. godine.
Albumi:
- 2011. godine - HAZU - online izdanje - Skladbe " F.Kuhač" - Ljudmila Šumarova- glasovir
- 2013. godine - Cantus - HDS - Zagreb -" Barokna glazba sjeverne Hrvatske" u suradnji s orguljašem Višeslavom Jaklinom, snimano u Varaždinskoj katedrali
- 2016. godine - Bella Musica Edition, Antes Edition - Deutschland- svjetska distribucija Naxos - " Mignon aus Wilhelm Meisters Lehrjahre" - Mia Elezović- glasovir
- 2018. godine - Bella Musica Edition, Antes Edition - Deutschland- svjetska distribucija Naxos
" Das Kroatische Kunstlied"
- 2021. godine - Bella Musica Edition, Antes Edition - Deutschland- svjetska distribucija Naxos "Franjo Krežma Lieder"
-2022. godine - Bella Musica Edition, Antes Edition- Deutschland " Croatian Art Song 2" ili pod njemačkim naslovom " Das kroatische Kunstlied vol.2" 
-2024 -BM Antes Edition / Naxos " Träume Dreams"